# أغريز
أغريز (بالروسية: Агрыз) هي إحدى مدن روسيا في الكيان الفدرالي الروسي تتارستان. وتقع على نهر إيج في جوض الفولغا